# Turksib
La voie ferrée Turkestan-Sibérie ou Turksib (en russe : Туркестано-Сибирская магистраль, Tourkestano-Sibirskaïa maguistral ou Турксиб, Tourksib) est une ligne de chemin de fer reliant l'Asie centrale à la Sibérie. Ligne intérieure de l'Union soviétique au moment de sa construction, cette voie ferrée traverse aujourd'hui trois États : l'Ouzbékistan, le Kazakhstan et la Russie. Un embranchement permet également de rejoindre Bichkek, la capitale du Kirghizstan.

## Historique
Long de 2 375 km, le Turksib a été mis en service en 1931. C'était un des grands ouvrages du Premier Plan quinquennal, en Union soviétique. Le responsable des travaux était un ancien anarcho-syndicaliste américain d'origine russe, Vladimir Sergueïevitch Chatov (ru), surnommé « Big Bill », qui avait rejoint la Russie après la Révolution d'Octobre 1917. Il était vice-commissaire des chemins de fer.
Le Turksib devait favoriser le développement et la « soviétisation » de l'Asie centrale. Il permettait ainsi d'échanger le blé de Sibérie contre le coton du sud. Il fut l'une des premières réalisations du régime communiste, construit en un temps record, entre décembre 1926 et janvier 1931, dans des conditions extrêmes, à travers des steppes glaciales, des déserts brûlants et des montagnes enneigées.
Près de cinquante mille ouvriers — dont beaucoup y laissèrent la vie — participèrent à cet ouvrage, qui fut exalté en Union soviétique, car il devait favoriser l'unité du pays et créer une classe ouvrière en Asie centrale. Les travaux n'allèrent pas sans de graves conflits ethniques entre ouvriers russes et kazakhs. Ainsi, en 1928, à Serguiopol (Kazakhstan), au cours d'une émeute, des chômeurs russes et des ouvriers russes employés sur le chantier du Turksib s'en prirent violemment aux Kazakhs — dont plus de 50 furent blessés — et saccagèrent les locaux du Guépéou de la ville pour libérer leurs camarades qui avaient été arrêtés à la suite de précédentes bagarres inter-ethniques.
En mémoire des constructeurs du Turksib, une rue de Moscou a été baptisée « boulevard des Enthousiastes ». L'ouvrage demeure un objet de fierté.

## Tracé

Carte du tronçon du Turksib en territoire kazakhstanais, de Semeï à

Le Tursib relie Tachkent à Novossibirsk et met ainsi en relation le Transcaspien et le Transsibérien. La voie ferrée part de Tachkent, en Ouzbékistan, d'où elle se sépare du chemin de fer Transcaspien. Elle se dirige ensuite vers le nord-est et traverse les villes de Chimkent, Taraz, Bichkek et atteint Almaty. De là, le Turksib se dirige vers le nord et franchit la frontière russe, puis passe à Barnaoul et arrive à Novossibirsk, où il rejoint le Transsibérien.

## Cinéma
La construction de cette voie ferrée a fait l'objet d'un film de propagande intitulé Turksib, réalisé en 1929 par Victor Tourine, d'après un scénario de Victor Chklovski. Ce documentaire muet, sans la moindre musique, en noir et blanc, d'une durée de 57 minutes, présente cet ouvrage comme un triomphe de l'Union soviétique sur les éléments naturels.

## Galerie

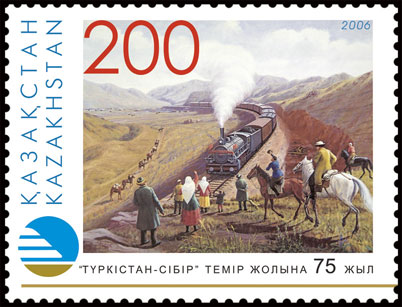
Timbre kazakhstanais pour les 75 ans du Turksib (2006)
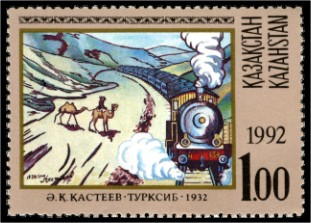
Timbre kazakhstanais de 1992 représentant un tableau d'Abilkhan Kasteev (en) de 1932
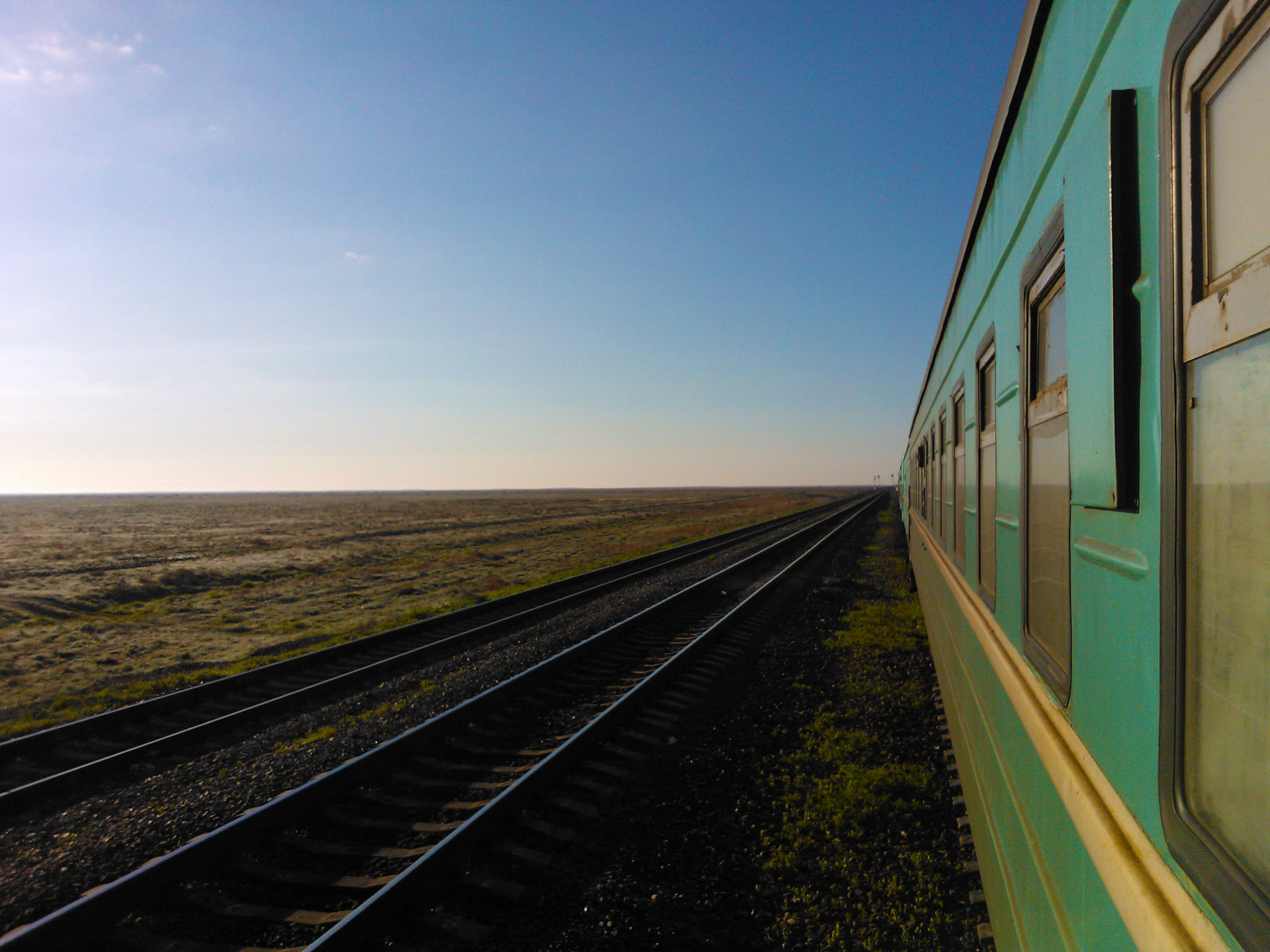
Le Turksib dans les steppes au sud du Kazakhstan
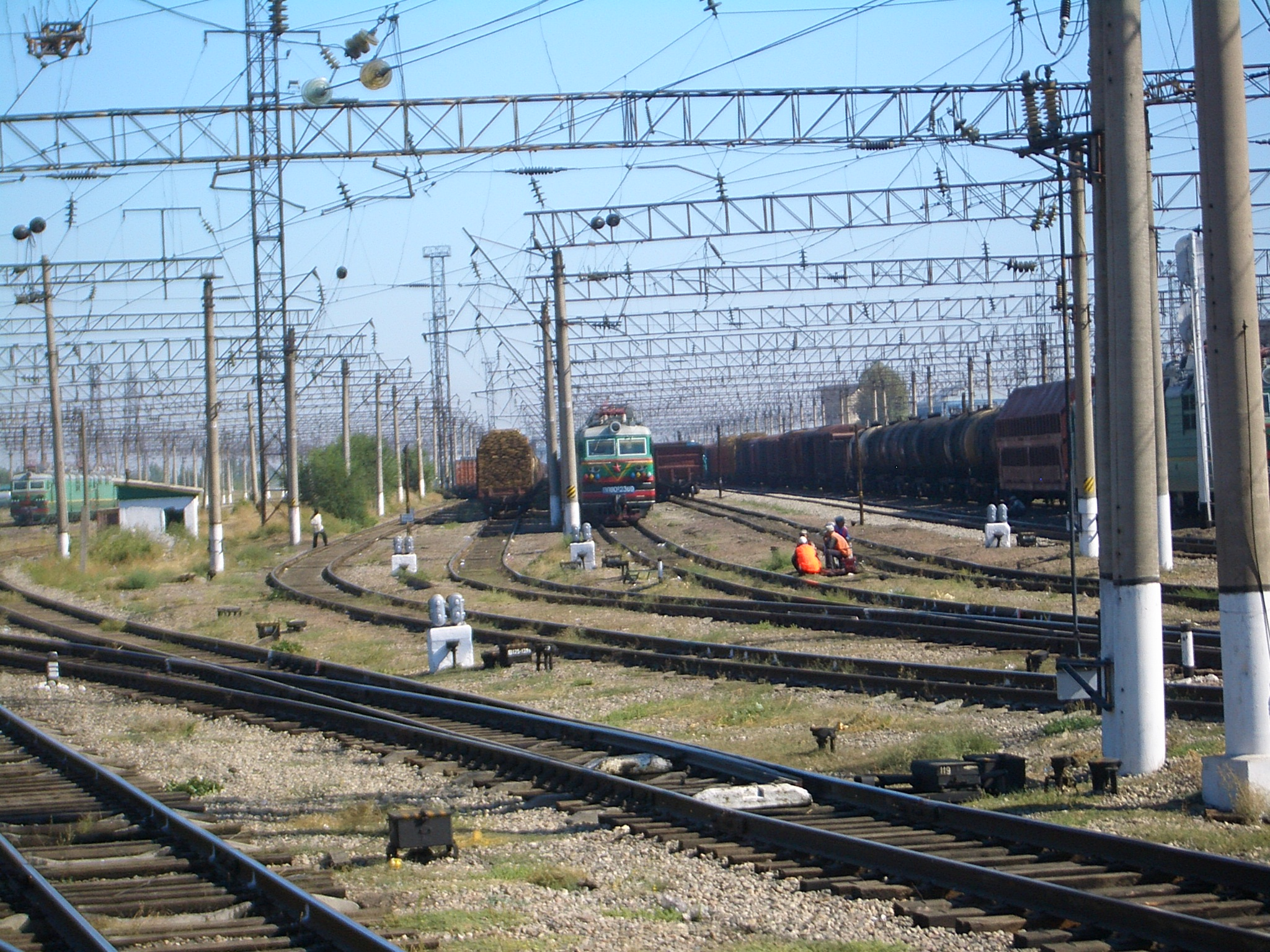
Le nœud ferroviaire de Chou
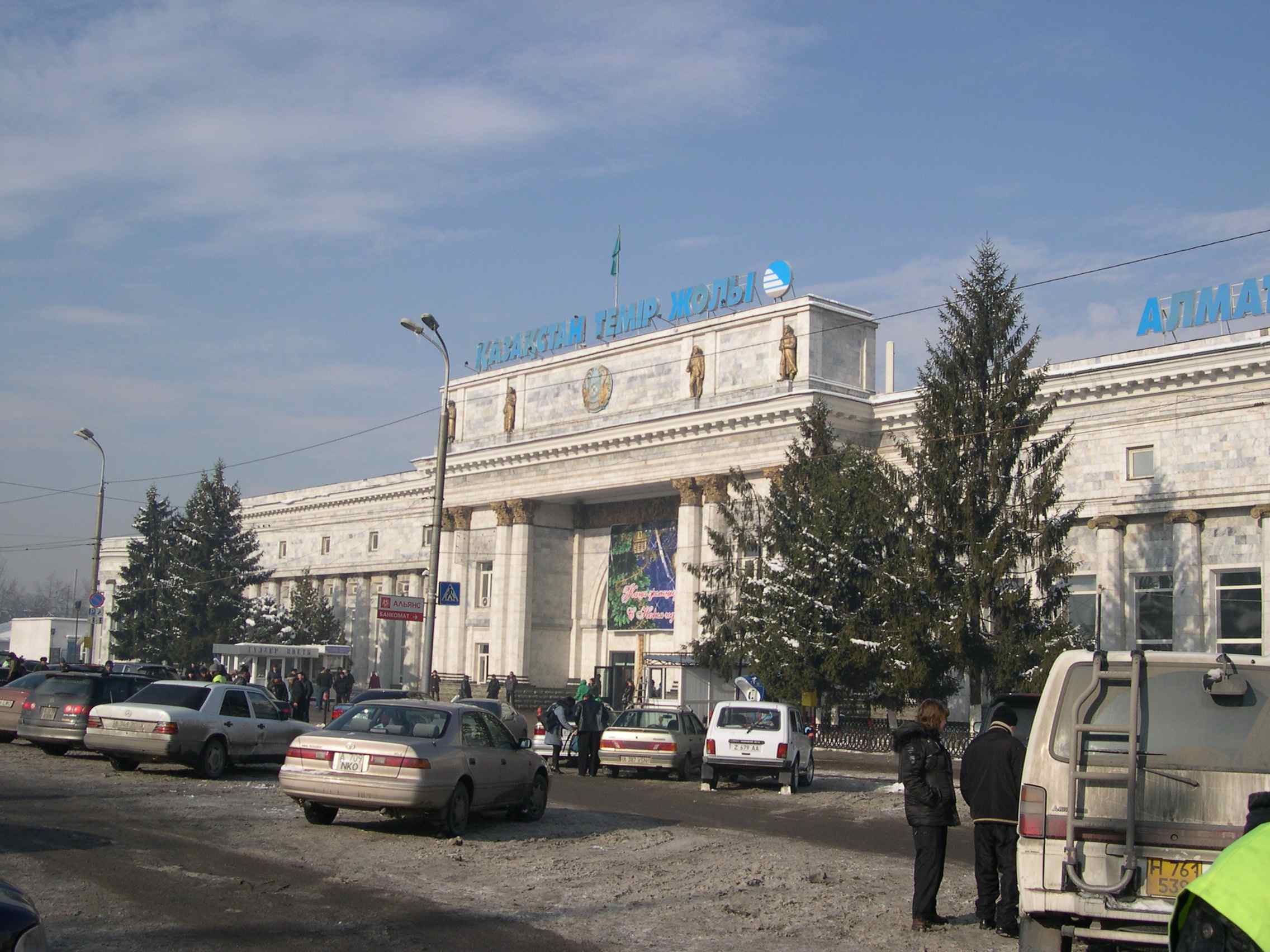
La gare Almaty-2 en 2009

## Sources